# Mazie Hirono
Mazie Keiko Hirono (em japonês:  メイジー・広野 慶子; Fukushima, 3 de novembro de 1947) é uma política norte-americana de origem japonesa. Foi a segunda imigrante de origem asiática a ser eleita vice-governadora de um estado do país. Pertencente ao Partido Democrata ao longo de toda sua carreira política, concorreu contra Linda Lingle para o cargo de governador do Havaí, em 2002, uma das poucas eleições na história dos Estados Unidos em que os dois principais partidos do país indicaram mulheres para concorrer. Hirono, que atualmente é a representante no congresso do 2º Distrito Congressional do Havaí, se considera uma adepta não-praticante do budismo Jodo Shinshu, e é citada juntamente com Hank Johnson (Democrata, Geórgia) como o primeiro budista a servir no Congresso dos Estados Unidos. É a terceira mulher a ter sido eleita para o Congresso pelo estado, depois de Patsy Mink e Pat Saiki. Foi eleita senadora na eleição de 2012, assumindo o cargo em 3 de janeiro de 2013.